# Fußball-Weltmeisterschaft 2018/Saudi-Arabien
Dieser Artikel behandelt die Saudi-arabische Fußballnationalmannschaft bei der Fußball-Weltmeisterschaft 2018. Saudi-Arabien nahm zum fünften Mal an der Endrunde teil und war in der FIFA-Weltrangliste vom Oktober 2017 der am zweitschlechtesten platzierte Teilnehmer. Nur Gastgeber Russland, auf den die Saudis als erste asiatische Mannschaft im Eröffnungsspiel trafen, war zu diesem Zeitpunkt schlechter platziert.

## Qualifikation
Die Mannschaft qualifizierte sich über die Qualifikation des asiatischen Fußballverbandes AFC.

### Spiele

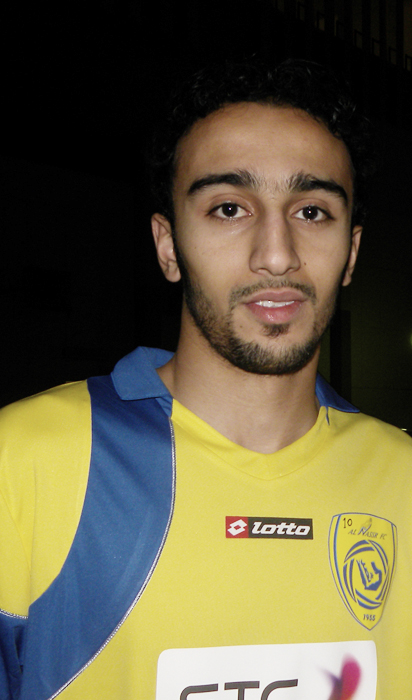
Mohammad al-Sahlawi, bester asiatischer Torschütze in der Qualifikation

Saudi-Arabien begann die Qualifikation unter Faisal al-Baden, der die Mannschaft im März 2015 übernommen hatte, und musste erst in der zweiten Runde eingreifen. Dabei trafen die Saudis in der als Gruppenphase ausgetragenen Runde auf Malaysia, Osttimor, Palästina und die Vereinigten Arabischen Emirate. Von den acht daraus entstandenen Begegnungen konnte Saudi-Arabien sechs gewinnen und spielte zweimal remis. Nach dem ersten Spiel wurde al-Baden aber von dem Niederländer Bert van Marwijk abgelöst, der die niederländische Mannschaft 2010 ins WM-Finale geführt hatte. Im sechsten Gruppenspiel gelang den Saudis beim 10:0 gegen Osttimor der höchste Sieg ihrer Länderspielgeschichte, wobei Mohammad al-Sahlawi allein die Hälfte der Tore schoss.
Als Gruppensieger qualifizierte sich Saudi-Arabien für die dritte Runde, die wieder als Gruppenphase stattfand. Hier trafen die Saudis auf Australien, Japan, wieder die Vereinigten Arabischen Emirate, den Irak und Thailand. Von zehn Spielen verloren die Saudis drei Spiele. Zudem spielten sie einmal remis.
Die direkte Qualifikation für die Endrunde gelang erst am letzten Spieltag durch einen 1:0-Sieg gegen die bereits qualifizierten Japaner. Damit hatten sie die bessere Tordifferenz gegenüber den punktgleichen Australiern, die sich mit dem dritten Platz begnügen und den Weg über inner- und interkontinentale Playoffs gehen mussten, um sich dann auch noch zu qualifizieren.
Insgesamt setzten die Trainer in den 18 Spielen 34 Spieler ein, von denen 14 auch im Kader für die Asienmeisterschaft 2015 standen. Zwei Spieler kamen in allen Spielen zum Einsatz: Yahya al-Shehri und Taisir al-Jassim. In 17 Spielen kamen Kapitän Osama Hawsawi, der einmal nach einer gelb-roten Karte pausieren musste, Salman al-Faraj, der im ersten Spiel nicht eingesetzt wurde, und Abdulmalek al-Khaibri, der im letzten Spiel fehlte, zum Einsatz. Fünf Spieler hatten nur einen Einsatz. Im Tor stand in der zweiten Runde immer Khalid Sharahili, in der dritten Runde bestritt Yasser al-Mosailem die meisten Spiele (7), Abdullah al-Mayouf stand zweimal und Mohammed al-Owais einmal im Tor.
Bester Torschütze war Mohammad al-Sahlawi mit 16 Toren, womit er bester asiatischer Torschütze der Qualifikation war und zusammen mit dem Polen Robert Lewandowski bester Torschütze aller an der Qualifikation teilgenommenen Mannschaften war. Lewandowski hatte seine 16 Tore aber in 10 Spielen geschossen, wogegen al-Sahlawi auf 14 Einsätze kam. Insgesamt steuerten 12 Saudis mindestens ein Tor zu den 43 selber geschossenen Toren bei. Zudem profitierten sie von einem Eigentor eines thailändischen Spielers und erhielten ein Tor am grünen Tisch zuerkannt.

### Zweite Runde
| Datum      | Spielort    | Gastgeber          |   | Gast               | Ergebnis   | Torschützen für Saudi-Arabien |
| ---------- | ----------- | ------------------ | - | ------------------ | ---------- | --- |
| 11.06.2015 | Dammam      | Saudi-Arabien      | – | Palästina          | 3:2 (1:0)  | Yahya al-Shehri (6.), Mohammad al-Sahlawi (47., 90.+3) |
| 03.09.2015 | Dschidda    | Saudi-Arabien      | – | Osttimor           | 7:0 (5:0)  | Yahya al-Shehri (2.), Mohammad al-Sahlawi (23./Elfmeter, 26., 71.), Salman al-Faraj (30.), Taisir al-Jassim (32.), Fahad al-Muwallad (74.)                                       |
| 08.09.2015 | Shah Alam   | Malaysia           | – | Saudi-Arabien      | 0:3        | Mohammad al-Sahlawi (73.), Taisir al-Jassim (76.) |
| 08.10.2015 | Dschidda    | Saudi-Arabien      | – | Ver. Arab. Emirate | 2:1 (1:1)  | Mohammad al-Sahlawi (44., 90./Elfmeter) |
| 09.11.2015 | Amman (JOR) | Palästina          | – | Saudi-Arabien      | 0:0        | |
| 17.11.2015 | Dili        | Osttimor           | – | Saudi-Arabien      | 0:10 (0:4) | Mohammad al-Sahlawi (30./Elfmeter, 42., 56./Elfmeter, 71., 88.) Osama Hawsawi (33.), Yahya al-Shehri (35.), Taisir al-Jassim (85.), Naif Hazazi (90.), Fahad al-Muwallad (90.+2) |
| 24.03.2016 | Dschidda    | Saudi-Arabien      | – | Malaysia           | 2:0 (0:0)  | Mohammad al-Sahlawi (50.), Taisir al-Jassim (74.) |
| 29.03.2016 | Abu Dhabi   | Ver. Arab. Emirate | – | Saudi-Arabien      | 1:1 (0:1)  | Taisir al-Jassim (24.) |

1. ↑  Das Spiel wurde in der 87. Minuten beim Stand von 1:2 aus der Sicht von Malaysia abgebrochen, nachdem Gegenstände auf das Spielfeld geworfen wurden. Es wurde nachträglich als 3:0 zugunsten von Saudi-Arabien gewertet.
2. ↑  Das Spiel sollte ursprünglich am 13. Oktober 2015 ausgetragen werden, wurde dann aber auf den 9. November 2015 verschoben. Quelle = Palästina gegen Saudiarabien und Malaysia auf neutralem Boden (Memento des Originals vom 5. März 2016 im Internet Archive)  Info: Der Archivlink wurde automatisch eingesetzt und noch nicht geprüft. Bitte prüfe Original- und Archivlink gemäß Anleitung und entferne dann diesen Hinweis., In: FIFA.com vom 4. November 2015
3. ↑  Das Spiel wurde aufgrund der unsicheren Lage in Palästina auf neutralem Boden ausgetragen.

#### Abschlusstabelle der zweiten Runde
| Pl. | Land                         | Sp. | S | U | N | Tore    | Diff. | Punkte |
| --- | ---------------------------- | --- | - | - | - | ------- | ----- | ------ |
| 1.  | Saudi-Arabien                | 8   | 6 | 2 | 0 | 028:400 | +24   | 20     |
| 2.  | Vereinigte Arabische Emirate | 8   | 5 | 2 | 1 | 025:400 | +21   | 17     |
| 3.  | Palästina                    | 8   | 3 | 3 | 2 | 022:600 | +16   | 12     |
| 4.  | Malaysia                     | 8   | 1 | 1 | 6 | 003:300 | −27   | 04     |
| 5.  | Osttimor                     | 8   | 0 | 2 | 6 | 002:360 | −34   | 02     |

### Dritte Runde
| Datum      | Spielort        | Gastgeber          |   | Gast               | Ergebnis  | Torschützen für Saudi-Arabien                                                |
| ---------- | --------------- | ------------------ | - | ------------------ | --------- | ---------------------------------------------------------------------------- |
| 01.09.2016 | Riad            | Saudi-Arabien      | – | Thailand           | 1:0 (0:0) | Nawaf al-Abed (84./Elfmeter)                                                 |
| 06.09.2016 | Shah Alam (MSA) | Irak               | – | Saudi-Arabien      | 1:2 (1:0) | Nawaf al-Abed (81./Elfmeter, 88./Elfmeter)                                   |
| 06.10.2016 | Dschidda        | Saudi-Arabien      | – | Australien         | 2:2 (1:1) | Taisir al-Jassim (5), Nasser al-Shamrani (79.)                               |
| 11.10.2016 | Dschidda        | Saudi-Arabien      | – | Ver. Arab. Emirate | 3:0 (0:0) | Fahad al-Muwallad (73.), Nawaf al-Abed (78.), Yahya al-Shehri (90.+2)        |
| 15.11.2016 | Saitama         | Japan              | – | Saudi-Arabien      | 2:1 (1:0) | Omar Hawsawi (90.)                                                           |
| 23.03.2017 | Bangkok         | Thailand           | – | Saudi-Arabien      | 0:3 (0:1) | Mohammad al-Sahlawi (26.), Eigentor Thailand (82), Salman al-Moasher (90.+2) |
| 28.03.2017 | Dschidda        | Saudi-Arabien      | – | Irak               | 1:0 (0:0) | Yahya al-Shehri (53.)                                                        |
| 08.06.2017 | Adelaide        | Australien         | – | Saudi-Arabien      | 3:2 (2:2) | Salem al-Dawsari (23.), Mohammad al-Sahlawi (47.)                            |
| 29.08.2017 | al-Ain          | Ver. Arab. Emirate | – | Saudi-Arabien      | 2:1 (1:1) | Nawaf al-Abed (19.)                                                          |
| 05.09.2017 | Dschidda        | Saudi-Arabien      | – | Japan              | 1:0 (0:0) | Fahad al-Muwallad (63.)                                                      |

#### Abschlusstabelle der dritten Runde
| Pl. | Land               | Sp. | S | U | N | Tore    | Diff. | Punkte |
| --- | ------------------ | --- | - | - | - | ------- | ----- | ------ |
| 1.  | Japan              | 10  | 6 | 2 | 2 | 017:700 | +10   | 20     |
| 2.  | Saudi-Arabien      | 10  | 6 | 1 | 3 | 017:100 | +7    | 19     |
| 3.  | Australien         | 10  | 5 | 4 | 1 | 016:110 | +5    | 19     |
| 4.  | Ver. Arab. Emirate | 10  | 4 | 1 | 5 | 010:130 | −3    | 13     |
| 5.  | Irak               | 10  | 3 | 2 | 5 | 011:120 | −1    | 11     |
| 6.  | Thailand           | 10  | 0 | 2 | 8 | 006:240 | −18   | 02     |

## Vorbereitung
Trotz der erfolgreichen Qualifikation konnten sich der saudi-arabische Fußballverband und
Bert van Marwijk nicht auf eine Vertragsverlängerung verständigen, so dass sein Engagement im September 2017 endete. Als Nachfolger wurde der Argentinier Edgardo Bauza verpflichtet, der im April als argentinischer Nationaltrainer entlassen wurde, nachdem die Argentinier in der Qualifikation gegen Bolivien mit 0:2 verloren hatten. Unter Bauza verliefen die Testspiele im November aber nicht zufriedenstellend, so dass er Ende November entlassen wurde. Nachfolger wurde sein Landsmann Juan Antonio Pizzi.  Bei den Spielen im Golfpokal wurden die Saudis vom Kroaten Krunoslav Jurčić gecoacht.

### Spiele
| Datum             | Ergebnis | Gegner             | Austragungsort      | Saudi-arabische Torschützen                                       |
| ----------------- | -------- | ------------------ | ------------------- | ----------------------------------------------------------------- |
| 7. November 2017  | 2:0      | Lettland           | Cruz Quebrada (PRT) | Ali al-Zaqan (39.), Mukhtar Fallatah (45.)                        |
| 10. November 2017 | 0:3      | Portugal           | Viseu               |                                                                   |
| 13. November 2017 | 0:1      | Bulgarien          | Lissabon (PRT)      |                                                                   |
| 22. Dezember 2017 | 2:1      | Kuwait             | Kuwait              | Salman al-Moasher (13.), Mukhtar Fallatah (52.)                   |
| 25. Dezember 2017 | 0:0      | Ver. Arab. Emirate | Kuwait (KWT)        |                                                                   |
| 28. Dezember 2017 | 0:2      | Oman               | Kuwait (KWT)        |                                                                   |
| 26. Februar 2018  | 3:0      | Moldau             | Jeddah              | Omar Hawsawi (10.), Taisir al-Jassim (57.), Muhannad Assiri (88.) |
| 28. Februar 2018  | 1:4      | Irak               | Basra               | Hassan Muath Fallatah (57.)                                       |
| 23. März 2018     | 1:1      | Ukraine            | Marbella (ESP)      | Fahad al-Muwallad (38.)                                           |
| 27. März 2018     | 0:4      | Belgien            | Brüssel             |                                                                   |
| 9. Mai 2018       | 2:0      | Algerien           | Cádiz (ESP)         | Salman al-Faraj (24.), Yahya al-Shehri (81.)                      |
| 15. Mai 2018      | 2:0      | Griechenland       | Sevilla (ESP)       | Salem al-Dawsari (19.), Mohammed Kanoo (79.)                      |
| 28. Mai 2018      | 1:2      | Italien            | St. Gallen (CHE)    | Yahya al-Shehri (72.)                                             |
| 3. Juni 2018      | 0:3      | Peru               | St. Gallen (CHE)    |                                                                   |
| 8. Juni 2018      | 1:2      | Deutschland (TV)   | Leverkusen          | Taisir al-Jassim (84.)                                            |

Anmerkungen:
- Kursiv gesetzte Mannschaften sind nicht für die WM qualifiziert.
- Für die Spiele im Dezember beim Golfpokal 2017 wurden nur vier Spieler nominiert, die auch in den Qualifikationsspielen zum Einsatz kamen.

### Quartier
Teamquartier war das „Belmond Grand Hotel Europe“  im Zentrum von Sankt Petersburg, wo die Mannschaft die Trainingsbasis von Zenit Sankt Petersburg  nutzen konnte.

## Gruppenauslosung
Für die Auslosung der Qualifikationsgruppen am 1. Dezember war Saudi-Arabien Topf 4 zugeordnet. Die Mannschaft trifft in der Gruppe A  auf Gastgeber Russland, Ägypten und Ex-Weltmeister Uruguay.  Gegen keine der drei Mannschaften haben die Saudis bei ihren vorherigen vier WM-Teilnahmen gespielt.
Gegen Ägypten spielten die Saudis beim FIFA-Konföderationen-Pokal 1999 und gewannen mit 5:1. Zudem gibt es drei weitere von der FIFA anerkannte Länderspiele mit einem Remis und zwei Niederlagen. Gegen Ägypten kassierten die Saudis mit 0:13 auch ihre höchste Niederlage, das Spiel wird aber wie fünf weitere von der FIFA nicht gezählt. Gegen Russland, gegen das die Saudis als erste asiatische Mannschaft das Eröffnungsspiel bestreiten werden, gab es bisher nur ein Freundschaftsspiel, das mit 2:4 verloren wurde. Auch gegen Uruguay wurden bisher nur zwei Freundschaftsspiele mit einem Sieg und einem Remis bestritten.

## Kader
Der vorläufige Kader wurde am 17. Mai benannt. In den endgültigen Kader haben es Assaf al-Qarni (Tor), Saeed al-Mowalad, Mohammed Jahfali, Nawaf al-Abed und Mohammed al-Kuwaykibi nicht geschafft.
| Pos. | Nr.     | Spieler               | Verein vor WM-Beginn | Geburtsdatum      | Länderspiel- einsätze * | Länderspiel- tore * | Debüt | Letzter Einsatz | Anzahl der Spiele | Tor | Gelbe Karte | Gelb-Rote Karte | Rote Karte |
| --- | ------- | --------------------- | -------------------- | ----------------- | ----------------------- | ------------------- | ----- | --------------- | ----------------- | --- | ----------- | --------------- | ---------- |
| Tor | 21      | Yasser al-Mosailem    | al-Ahli              | 27.02.1984        | 32                      | 0                   | 2006  | 15.05.2018      | 1                 |     |             |                 |            |
| Tor | 01      | Abdullah al-Mayouf    | al-HilalM            | 23.01.1987        | 10                      | 0                   | 2013  | 08.06.2018      | 1                 |     |             |                 |            |
| Tor | 22      | Mohammed al-Owais     | al-Ahli              | 10.10.1991        | 8                       | 0                   | 2013  | 28.05.2018      | 1                 |     |             |                 |            |
| Abwehr | 03      | Osama Hawsawi         | al-HilalM            | 31.03.1984        | 132                     | 6                   | 2006  | 08.06.2018      | 3                 |     |             |                 |            |
| Abwehr | 05      | Omar Hawsawi          | al-Nasr              | 27.09.1985        | 46                      | 3                   | 2013  | 08.06.2018      | 1                 |     |             |                 |            |
| Abwehr | 02      | Mansoor al-Harbi      | al-Ahli              | 07.04.1987        | 41                      | 1                   | 2004  | 08.06.2018      |                   |     |             |                 |            |
| Abwehr | 13      | Yasser al-Shahrani    | al-HilalM            | 25.05.1992        | 38                      | 0                   | 2012  | 08.06.2018      | 3                 |     |             |                 |            |
| Abwehr | 23      | Motaz Hawsawi         | al-Ahli              | 17.02.1992        | 19                      | 0                   | 2012  | 03.06.2018      | 1                 |     |             |                 |            |
| Abwehr | 06      | Mohammed al-Breik     | al-HilalM            | 15.09.1992        | 11                      | 1                   | 2016  | 08.06.2018      | 3                 |     |             |                 |            |
| Abwehr | 04      | Ali al-Bulaihi        | al-HilalM            | 21.11.1989        | 4                       | 0                   | 2018  | 08.06.2018      | 1                 |     |             |                 |            |
| Mittelfeld | 17      | Taisir al-Jassim      | al-Ahli              | 25.07.1984        | 131                     | 19                  | 2004  | 08.06.2018      | 2                 |     | 1           |                 |            |
| Mittelfeld | 08      | Yahya al-Shehri       | CD Leganés           | 26.06.1990        | 54                      | 8                   | 2010  | 08.06.2018      | 2                 |     |             |                 |            |
| Mittelfeld | 07      | Salman al-Faraj       | al-HilalM            | 01.08.1989        | 44                      | 3                   | 2013  | 08.06.2018      | 3                 | 1   |             |                 |            |
| Mittelfeld | 11      | Abdulmalek al-Khaibri | al-HilalM            | 13.03.1986        | 34                      | 0                   | 2014  | 03.06.2018      |                   |     |             |                 |            |
| Mittelfeld | 18      | Salem al-Dawsari      | FC Villarreal        | 19.08.1991        | 35                      | 5                   | 2012  | 08.06.2018      | 3                 | 1   |             |                 |            |
| Mittelfeld | 16      | Hussain al-Moqahwi    | al-Ahli              | 28.01./24.03.1988 | 18                      | 1                   | 2012  | 08.06.2018      | 2                 |     |             |                 |            |
| Mittelfeld | 14      | Abdullah Otayf        | al-HilalM            | 03.08.1992        | 18                      | 1                   | 2012  | 08.06.2018      | 3                 |     |             |                 |            |
| Mittelfeld | 12      | Mohamed Kanno         | al-HilalM            | 22.09.1994        | 6                       | 1                   | 2017  | 28.05.2018      | 1                 |     |             |                 |            |
| Mittelfeld | 15      | Abdullah al-Khaibari  | al-Shabab            | 16.08.1996        | 5                       | 0                   | 2018  | 08.06.2018      | 1                 |     |             |                 |            |
| Mittelfeld | 09      | Hattan Bahebri        | al-Shabab            | 16.07.1992        | 6                       | 0                   | 2017  | 08.06.2018      | 3                 |     |             |                 |            |
| Sturm | 19      | Fahad al-Muwallad     | UD Levante           | 14.09.1994        | 46                      | 10                  | 2013  | 08.06.2018      | 3                 |     |             |                 |            |
| Sturm | 10      | Mohammad al-Sahlawi   | al-Nasr              | 10.01.1987        | 42                      | 28                  | 2010  | 08.06.2018      | 2                 |     |             |                 |            |
| Sturm | 20      | Muhannad Assiri       | al-Ahli              | 14.10.1986        | 16                      | 4                   | 2010  | 28.05.2018      | 2                 |     |             |                 |            |
| Trainerstab | Trainer | Juan Antonio Pizzi    |                      | 07.06.1968        | 22                      | 8                   | 2018  |                 |                   |     |             |                 |            |
| (*) angegeben sind nur die Spiele und Tore, die vor Beginn der Weltmeisterschaft absolviert bzw. erzielt wurden. |         |                       |                      |                   |                         |                     |       |                 |                   |     |             |                 |            |
| 1. 2. 3. 4. |         |                       |                      |                   |                         |                     |       |                 |                   |     |             |                 |            |

## Endrunde

### Spiele der Gruppenphase / Gruppe A
| Pl. | Land          | Sp. | S | U | N | Tore    | Diff. | Punkte |
| --- | ------------- | --- | - | - | - | ------- | ----- | ------ |
| 1.  | Uruguay       | 3   | 3 | 0 | 0 | 005:000 | +5    | 09     |
| 2.  | Russland      | 3   | 2 | 0 | 1 | 008:400 | +4    | 06     |
| 3.  | Saudi-Arabien | 3   | 1 | 0 | 2 | 002:700 | −5    | 03     |
| 4.  | Ägypten       | 3   | 0 | 0 | 3 | 002:600 | −4    | 0      |

| Do., 14. Juni 2018, 18:00 Uhr (17:00 Uhr MESZ) in Moskau (Olympiastadion Luschniki) |   |               |           |                                  |
| Russland                                                                            | – | Saudi-Arabien | 5:0 (2:0) |                                  |
| Mi., 20. Juni 2018, 18:00 Uhr (17:00 Uhr MESZ) in Rostow am Don                     |   |               |           |                                  |
| Uruguay                                                                             | – | Saudi-Arabien | 1:0 (1:0) |                                  |
| Mo., 25. Juni 2018, 17:00 Uhr (16:00 Uhr MESZ) in Wolgograd                         |   |               |           |                                  |
| Saudi-Arabien                                                                       | – | Ägypten       | 2:1 (1:1) | 45+6′ al-Faraj, 90+5′ al-Dawsari |